# Kalamazoo Aviation History Museum

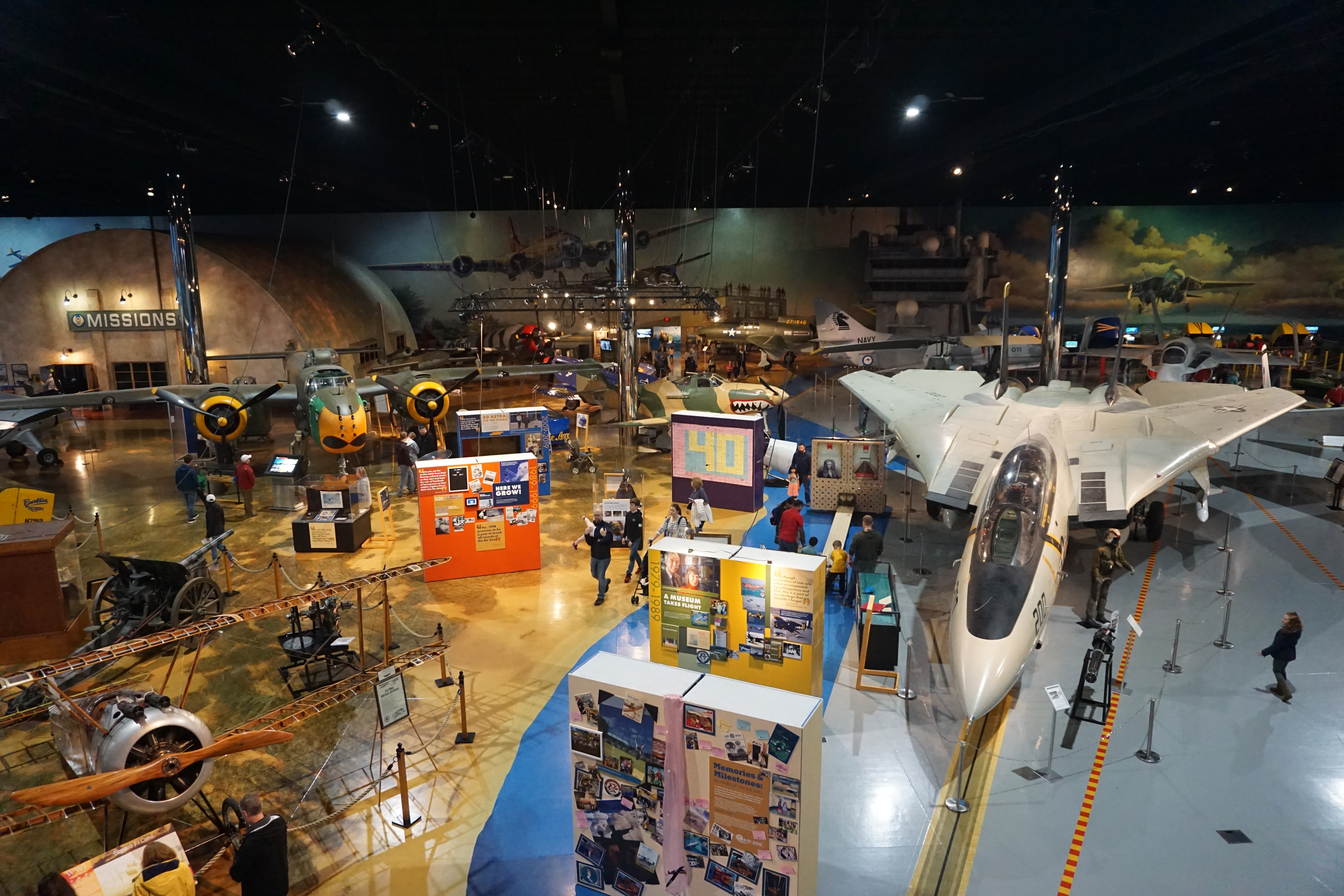
Air Zoo, 2019

Das Kalamazoo Aviation History Museum, generell Air Zoo genannt, ist ein Luftfahrtmuseum am Flughafen Kalamazoo in Portage (Michigan) südlich von Kalamazoo. Dieses Museum ist weltweit das erste, das ein Museum mit Elementen eines Freizeitparks kombiniert. Im Air Zoo sind viele seltene Flugzeuge ausgestellt, unter anderem die letzte verbleibende SR-71B Blackbird. Viele der ausgestellten Flugzeuge sind flugtauglich.

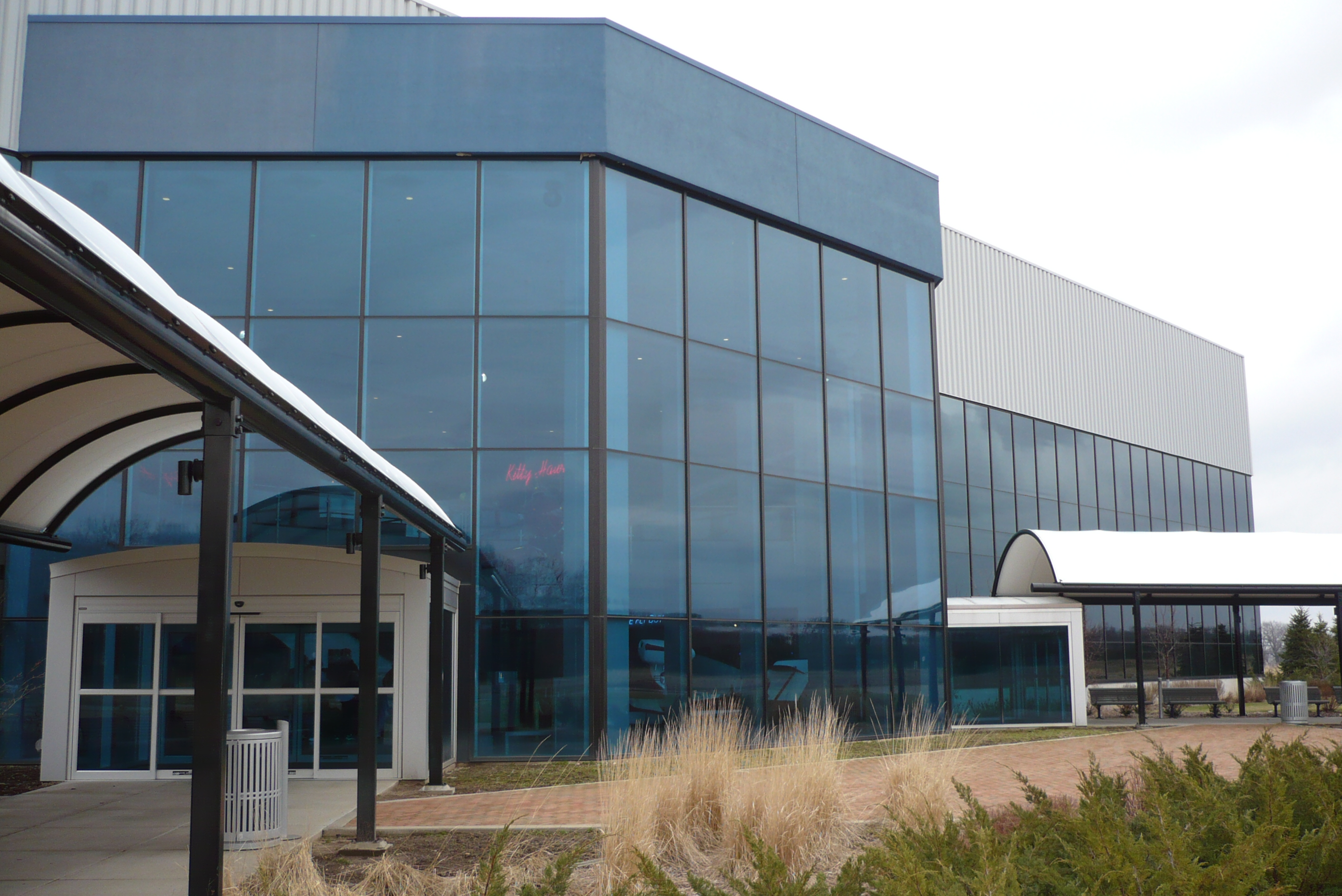
Haupteingang des Air Zoos

## Geschichte

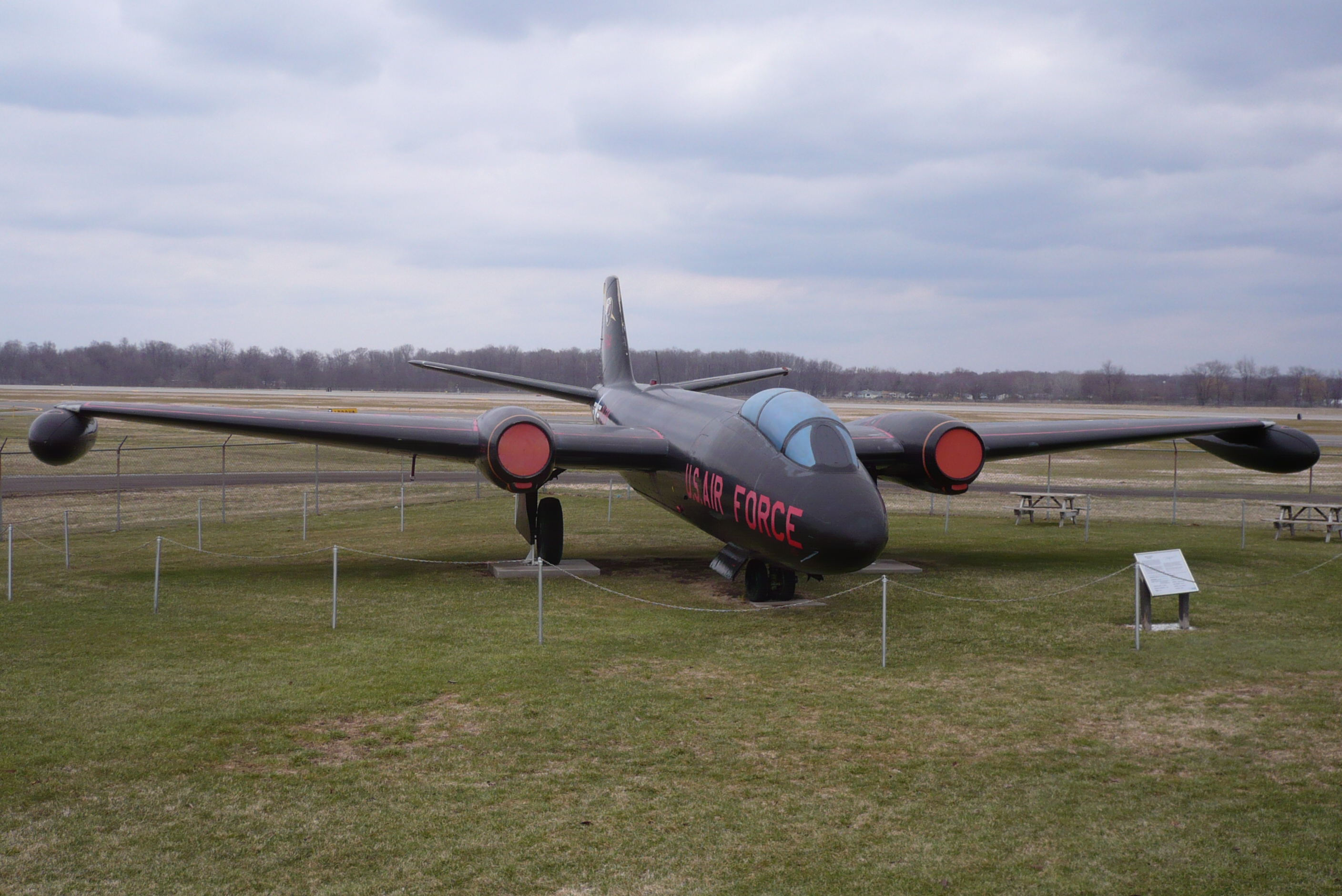
Ausgestelltes Flugzeug

Das Kalamazoo Aviation History Museum wurde 1977 gegründet, um historisch und militärisch wichtige Flugzeuge zu erhalten, auszustellen und zu erforschen.
Die Eröffnung fand am 18. November 1979 statt. Das Museum entwickelte sich zum zehntgrößten privaten Flugzeugmuseum in den Vereinigten Staaten von Amerika.
1994 wurde das Restoration Center hinzugefügt, in dem alte Flugzeuge restauriert oder neu gebaut werden können.
1999 wurde der Term Air Zoo entwickelt und man begann mit der Planung eines großen Ausbaus. Am 25. April 2003 begannen die Arbeiten an einer neuen Ausstellungshalle, die doppelt so groß werden sollte wie die ursprüngliche. Hier gibt es mehrere Attraktionen, wie beispielsweise Karusselle, Flugsimulatoren und ein 4-D-Kino. Die Hauptattraktion aber sind historische und neue Flugzeuge wie beispielsweise eine Grumman F-14, Douglas A-4, Vought F-8 und die bereits erwähnte SR-71B Blackbird.
In dem Gebäude ist das größte Gemälde der Welt zu sehen, das innerhalb eines Gebäudes realisiert wurde. Der Maler heißt Rick Herter, der das Gemälde „Century of Flight“ (zu deutsch „Jahrhundert der Luftfahrt“) genannt hat.